# Вагайцевский сельсовет
Вагайцевский сельсовет — сельское поселение в Ордынском районе Новосибирской области Российской Федерации.
Административный центр — село Вагайцево.

## История
Статус и границы сельского поселения установлены Законом Новосибирской области от 2 июня 2004 года № 200-ОЗ «О статусе и границах муниципальных образований Новосибирской области»

## Население
| 2002  | 2010  | 2012  | 2013  | 2014  | 2015  | 2016  |
| ----- | ----- | ----- | ----- | ----- | ----- | ----- |
| 3339  | ↗3353 | ↗3473 | ↗3593 | ↗3661 | ↘3641 | ↗3683 |
| 2017  | 2018  | 2019  | 2020  | 2021  |       |       |
| ↗3717 | ↗3753 | ↗3825 | ↗3896 | ↘3890 |       |       |

## Состав сельского поселения
| № | Населённый пункт | Тип населённого пункта       | Население |
| - | ---------------- | ---------------------------- | --------- |
| 1 | Вагайцево        | село, административный центр | ↘2067     |
| 2 | Чернаково        | посёлок                      | ↘1286     |